# Domestic na Kanojo
Domestic na Kanojo (Nhật: ドメスティックな彼女 Hepburn: Domesutikku na Kanojo) (n.đ.: Bạn gái chung nhà) là bộ manga tiếng Nhật dài tập được viết và minh họa bởi Kei Sasuga. Nó đã được xuất bản hàng tuần trên Tạp chí Weekly Shōnen của Kodansha kể từ tháng 4 năm 2014 và hai mươi ba tập tankōbon của manga đã được phát hành cho đến nay. Bộ truyện đã được xuất bản kỹ thuật số bằng tiếng Anh bởi Kodansha USA dưới ấn phẩm Kodansha Comics. Một anime dài tập được chuyển thể bởi Diomedéa lên sóng từ 12 tháng 1 năm 2019 đến 30 tháng 3 năm 2019 trên khối Animeism. Sentai Filmworks đã cấp phép cho sêri ở Bắc Mỹ và các nước khác.

## Cốt truyện
Fujii Natsuo yêu thầm cô giáo của mình là Hina. Biết rằng mỗi quan hệ này không đi đến đâu, cậu bước tiếp và đồng ý đi đến buổi hẹn hò đôi. Ở đó anh gặp một cô gái kỳ quặc, Tachibana Rui, cô cùng anh lẻn ra ngoài. Cô đưa cậu đến nhà cổ và yêu cầu cậu làm tình với cô. Natsuo, thất vọng vì dù sao tình yêu của anh cũng không sinh hoa trái, dành tạm biệt trinh tiết của mình. Ngày hôm sau, bố của Natsuo nói với cậu ông muốn tái hôn và nửa còn lại của ông sẽ đến nhà họ vào tối hôm đó. Khi cánh cửa mở ra, Hóa ra, Rui là em gái của Hina và cả hai đều là con gái của người phụ nữ mà bố cậu muốn kết hôn, Tachibana Tokiko.
Domestic na Kanojo kể câu chuyện về những cảm xúc mâu thuẫn của Natsuo đối với mối tình đầu của anh và cô gái mà anh đã làm tình; tính chất gây tranh cãi và mâu thuẫn của mối quan hệ lãng mạn giữa anh chị em ruột và cả giữa giáo viên và học sinh đồng thời làm nổi bật các chủ đề về tuổi trẻ, gia đình, tình bạn, học tập và sự nghiệp.

## Nhân vật

### Nhân vật chính
Fujii Natsuo (藤井 夏生)
Lồng tiếng bởi: Taku Yashiro (tiếng Nhật), Chánh Tín (tiếng Việt)
Natsuo là một cậu học sinh cao trung, 17 tuổi và là một tiểu thuyết gia đầy tham vọng, đầy những xung lực sáng tạo nhưng che giấu nó khỏi tất cả bạn bè và bạn học của mình. Cậu ta vô cùng yêu cô giáo cùng trường tên Hina nhưng trong quá trình cố gắng vượt qua mối tình đơn phương này, cậu đã làm tình với Rui sau khi gặp cô tại một bữa tiệc. Sau đó, như một cơ hội xấu xa nào đó, bố cậu tuyên bố ông sẽ tái hôn và giới thiệu Natsuo với người vợ tương lai và hai cô con gái Hina và Rui, người mà họ sẽ ở chung một ngôi nhà mới. Ban đầu cậu bắt đầu mối quan hệ với Hina, nhưng cô chia tay cậu sau khi mối quan hệ của họ bị trường phát hiện, Hina chuyển đến một ngôi trường mới và cắt đứt mọi liên lạc với cậu. Một ngày nọ Natsuo trong một chuyến đi với câu lạc bộ văn học của mình, cậu gặp lại Hina và cố gắng nối lại quan hệ của họ, nhưng bị Hina ngăn lại, cô cho rằng cuộc tốt nhất họ nên chia tay, khiến Natsuo chấp nhận chia tay. Trong thời gian Natsuo nảy sinh tình cảm với Rui và hai người bắt đầu hẹn hò khi Natsuo tiếp tục công việc trở thành một tiểu thuyết gia. Sau khi tốt nghiệp trung học, anh chuyển đến một căn hộ gần trường đại học của mình, nơi anh trở thành thành viên của một câu lạc bộ sân khấu và nhà biên kịch cho các vở kịch của họ.
Cuối cùng, Hina trở về Tokyo và bắt đầu một công việc mới gần căn hộ của Natsuo và hai người cố gắng duy trì một tình bạn tốt đẹp, bất chấp tình cảm còn sót lại giữa hai người. Natsuo sau đó liên tục đến giúp Hina khi cô bị Tanabe Kengo theo dõi sau khi Hina từ chối hẹn hò chính thức với hắn, Tanabe buộc tội Natsuo nói về Hina như thể cô vẫn là người yêu của cậu. Một ngày nọ, Tanabe suy sụp và cố gắng đâm Hina, nhưng Natsuo đã cố gắng bảo vệ cô bằng cách che chắn cho cô bằng cơ thể của mình, khiến chính Natsuo bị đâm vào bụng. Sau khi suýt chết vì chấn thương, Natsuo đã tìm cách phục hồi và vẫn có thể phát hành một cuốn tiểu thuyết, nhưng nhóm xuất bản của anh đã sử dụng sự cố đâm của mình để quảng bá nó. Mặc dù cuốn tiểu thuyết bán rất chạy, nhưng nó lại bị đánh giá xấu trên internet vì nó không liên quan gì đến việc bị đâm của Natsuo, với nhiều ý kiến cho rằng câu chuyện tin tức là một sự lừa đảo công khai.
Cuối cùng Natsuo và Rui có mối quan hệ nghiêm túc với nhau, nhưng ngay sau đó, Rui đã có một khóa đào tạo dài một năm ở New York, khiến mối quan hệ của họ trở nên xa cách. Mối quan hệ của họ dần trở nên căng thẳng khi hai người ngày càng nghi ngờ về những ý kiến của người khác, ghen tị với công ty mà họ giữ và buồn vì những hiểu lầm được đưa ra. Trong nỗ lực theo đuổi sự nghiệp viết lách của mình, phản ứng với cuốn tiểu thuyết cuối cùng của anh khiến Natsuo phát triển 'khối nhà văn' và anh không thể tiếp tục viết.
Trong chuyến viếng thăm bất ngờ tới Natsuo, Rui và Natsuo đã xảy ra cãi vã và khi biết về việc Natsuo bị mất đi khả năng viết văn, cuối cùng Rui nhận ra cô không đủ tốt để lấp đầy lỗ hổng trong trái tim của Natsuo mà cậu đã viết và cô cảm thấy rằng hai người họ không thể bên nhau. Sau đó, Rui nói rằng cô muốn chia tay với Natsuo và nói rằng tốt nhất là họ nên trở về làm gia đình của nhau. Ban đầu Natsuo do dự, cho đến khi Rui giải thích rằng mối quan hệ của họ không khiến họ hạnh phúc mà thay vào đó, họ khiến họ buồn bã hơn là hạnh phúc khi ở bên nhau. Natsuo sau đó nhận ra rằng Rui đã đúng và hai người chính thức chấm dứt mối quan hệ. Nhưng họ nhận ra rằng người này là động lực sống của người kia nên hai người đã quay lại với nhau. Trong một lần sơ suất, Natsuo sử dụng bao cao su dởm và kết quả là Rui mang thai.
Tachibana Rui (橘 瑠衣)
Lồng tiếng bởi: Aya Hirano (tiếng Nhật), Tuyết Nhung
```
(tiếng Việt)
```

Rui gặp Natsuo tại một bữa tiệc và cả hai quyết định trốn đi và cùng mất trinh. Lý do của cô ấy là cô ấy muốn trải nghiệm tình dục và vì cô ấy nghi ngờ về việc tìm kiếm "tình yêu" nên cô muốn thử với anh. Cô nấu ăn rất xuất sắc và gặp khó khăn trong việc hiểu cảm xúc của người khác và thể hiện chính mình, vì vậy khi sống với Natsuo và Hina, cô hoang mang với mọi thứ xảy ra xung quanh và sự phát triển 'cảm xúc' cho Natsuo. Mặc dù đã cố gắng để gần gũi hơn với Natsuo, cuối cùng cô cũng biết được tình yêu của anh dành cho Hina và quyết định 'ghét' anh, nhưng không thể làm như vậy khi cảm xúc của cô chỉ sâu đậm thêm. Cô ủng hộ mối quan hệ của anh với Hina và bất ngờ khi Hina rời trường một cách đột ngột. Sau đó, Rui tìm cách lấy thông tin về nơi ở của Hina nhưng buồn bã khi Natsuo từ chối lời đề nghị tìm Hina cùng nhau và không thể hiểu được cảm xúc của cậu. Trong khi đội tóc giả để xem mái tóc của cô trông dài ra sao, cô bị sốc khi Natsuo ôm lấy cô và thấy buồn bã khi biết cậu nhầm cô với Hina. Khi cảm thấy tất cả tình yêu của Natsuo dành cho Hina bởi lỗi lầm này, Rui quyết định không kìm nén cảm xúc của mình vì lợi ích của Hina nữa. Trong chuyến đi của câu lạc bộ văn học, Natsuo thấy Hina và có ý định đến bên cô, khiến cho Rui phải cầu xin Natsuo đừng đi vì tình yêu của cô dành cho cậu. Cô trở nên đau lòng khi Natsuo rời khỏi cô để đến với Hina, nhưng vẫn buồn vì Natsuo xác nhận mối quan hệ của anh với Hina đã kết thúc vào ngày hôm sau. Khi gặp lại Hina, Rui biết rằng Hina đã nói dối Natsuo về việc muốn gặp lại Natsuo để cậu tiếp tục từ bỏ Hina và theo đuổi giấc mơ trở thành tiểu thuyết gia.
Khi Natsuo tiếp tục bước đi từ sau cuộc chia tay với Hina, Rui và Natsuo bắt đầu một mối quan hệ chính thức với nhau. Tuy nhiên, do lòng tốt của Natsuo đối với người khác, cô thường trở nên ghen tị với những tình huống bị hiểu lầm mà anh thấy mình mắc phải. Rui cũng dễ bị đặt khoảng cách giữa cô và Natsuo mỗi khi cô buồn bã, điều này thường là do những ý kiến hoặc tình huống do người khác đưa ra. Sau đó, Rui quyết định theo đuổi nghề nấu ăn sau khi gặp lại cha ruột và đào tạo tại nhà hàng của mình. Cuối cùng, Hina sớm quay trở lại Tokyo, Hina khi hạnh phúc khi em gái mình trở lại, Rui vẫn có những hồi hộp lo lắng về việc Hina quá thân thiết với Natsuo, cũng như cảm giác tội lỗi về việc đưa Natsuo rời khỏi Hina mặc dù biết Hina vẫn yêu Natsuo và nói dối cậu để bảo vệ cậu ta. Cuối cùng, Rui kể cho Hina về việc hẹn hò với Natsuo. Sau đó, Rui trở nên nghiêm túc trong tham vọng trở thành đầu bếp của mình nhưng cảm thấy khó chịu bởi một đầu bếp tập sự mới có kỹ năng tốt hơn chính mình.
Khi Natsuo bị đâm bởi một kẻ đã cố gắng tấn công Hina, Rui và gia đình ở bên cạnh Natsuo khi cậu hồi phục. Rui tình cờ nghe thấy mẹ mình, người không biết gì về chuyện hẹn hò của cô và Natsuo, bà tự hỏi liệu có đúng khi theo cách Hina và Natsuo ở bên nhau nếu đó là định mệnh, khiến Rui rất băn khoăn về việc liệu cô không thể làm cho Natsuo hạnh phúc và nếu Rui chỉ ở giữa mỗi quan hệ của của Hina và Natsuo thì thật sự hạnh phúc khi 2 người họ ở bên nhau. Khi Natsuo hồi phục, cậu và Rui tiếp tục tiến tới sự nghiệp, cũng như quyết định làm cho mối quan hệ của họ trở nên nghiêm túc hơn. Tuy nhiên, Rui quyết định tham gia khóa đào tạo đầu bếp kéo dài một năm New York, khiến mối quan hệ của họ trở nên xa cách.
Thời gian trôi đi, mối quan hệ của Rui với Natsuo trở nên căng thẳng khi hai người ngày càng nghi ngờ về những ý kiến của người khác, ghen tị với công ty mà họ giữ và buồn vì những hiểu lầm được đưa ra. Cả hai làm việc chăm chỉ để duy trì mối quan hệ của họ, với Rui thậm chí còn gây ngạc nhiên cho Natsuo với chuyến thăm đến Tokyo. Tuy nhiên, khi biết Natsuo phải chịu sự cản trở việc cậu bị mất đi khả năng viết, Rui trở nên buồn bã khi Natsuo không tâm sự với cô điều gì đó rất quan trọng và một người bạn nữ của Natsuo đã xuất hiện giúp cậu. Cuối cùng, Rui nhận ra rằng cô quan tâm nhiều hơn đến việc Natsuo giữ một điều bí mật quan trọng với cô, thay vì nỗi đau và sự đau khổ mà Natsuo phải trải qua vì điều đó. Sau đó, Rui chia tay với Natsuo, cô nói với anh rằng mối quan hệ giữa họ không có kết quả vì họ đã làm cho nhau thêm buồn bã và giận dữ thay vì hạnh phúc khi ở bên nhau. Bất chấp sự phản đối của Natsuo, Rui khiến anh chấp nhận rằng việc cậu mất khả năng viết đã để lại một lỗ hổng trong trái tim cậu và cô không phải là người lấp đầy nó. Sau đó, cô nói rằng tốt nhất là cô và Natsuo chia tay do hai người trở thành gánh nặng cho nhau, và họ tốt hơn nên là gia đình của nhau.
Trong khi Rui trả lại chiếc đồng hồ mà Natsuo đưa cho cô để tượng trưng cho cam kết của anh đối với mối quan hệ của họ, cô vẫn giữ chiếc vòng cổ hình trăng lưỡi liềm mà Natsuo tặng cô như một lá bùa may mắn. Sau cùng, cô đã quay lại với Natsuo và mang thai con của anh.
Tachibana Hina (橘 陽菜)
Lồng tiếng bởi: Yōko Hikasa (tiếng Nhật), Hồ Ngọc Hà (tiếng Việt)

### Nhân vật phụ
Kashiwabara Momo (柏原 もも (Bá Nguyên Momo))
Lồng tiếng bởi: Haruka Yoshimura
Momo là bạn cùng lớp Rui và Natsuo. Cô nổi tiếng là người thích tán tỉnh và làm tình bừa bãi (khi được hỏi, cô ước tính mình đã hẹn hò với hơn 30 chàng trai, trong đó có một người bạn của Natsuo), ngoài sở thích làm búp bê sang trọng kỳ lạ của cô. Cô kết bạn với Rui, cô cảnh báo Rui không nên đối phó với cô và sau đó cô nhắm đến Natsuo. Cô ấy đến từ một gia đình tan vỡ và đã cố tự tử một lần. Mặc dù có ngoại hình nhưng cô được tiết lộ là khá thông minh khi lọt vào Top 10 trong các kỳ thi ở trường.
Ashihara Miu (葦原 美雨 (Vi Nguyên Mĩ Vú))
Lồng tiếng bởi: Konomi Kohara
Miu là thành viên duy nhất của Câu lạc bộ Văn học của trường cho đến khi Natsuo, Rui và Momo đến. Cô được miêu tả là một cô gái nhút nhát và ăn nói nhỏ nhẹ với cảm giác nghiêm khắc khi họ ở trong thư viện. Cô phải lòng thầy giáo người Nhật Kiriya ở trường cao trung, nhưng cô quá ngại ngùng khi thổ lộ tình cảm với anh.
Fujii Akihito (藤井昭人 (Đằng tĩnh Chiêu Nhân))
Lồng tiếng bởi: Nobuo Tobita (tiếng Nhật), Đàm Vĩnh Hưng (tiếng Việt)
Ông là cha của Natsuo. Ông bắt đầu hẹn hò với Tachibana Tokiko, sau khi vợ cũ qua đời. Ông trở thành cha dượng của Hina và Rui sau khi tái hôn với cô.
Tachibana Tokiko (橘都樹子 (Quất Đô Thọ Tí))
Lồng tiếng bởi: Yurika Hino
Bà là mẹ của Hina và Rui. Bà bắt đầu hẹn hò với Fujii Akihito sau khi chồng bà rời bỏ bà đi theo một người phụ nữ khác. Bà trở thành mẹ kế của Natsuo sau khi tái hôn với ông.
Kurimoto Fumiya (栗本文哉 (Lật Bôn Văn Tai))
Lồng tiếng bởi: Takuya Eguchi
Cậu là người bạn và cố vấn tốt nhất của Natsuo. Cậu làm việc bán thời gian tại một quán bar
Masaoka Yūya (柾岡悠弥 (Chanh Cương Du Di))
Lồng tiếng bởi: Takeaki Masuyama
Cậu là một trong những người bạn của Natsuo ở trường.
Kine Kazushi (木根和志 (Móc Căn Hòa Chí))
Lồng tiếng bởi: Gakuto Kajiwara
HCậu là một trong những người bạn của Natsuo ở trường.
Kiriya Reiji (桐谷怜士)
Lồng tiếng bởi: Hikaru Midorikawa
Một tác giả nổi tiếng, người xuất bản dưới bút danh Hasukawa You. Anh cũng phục vụ như là cố vấn câu lạc bộ văn học của trường.
Shū Hagiwara ()
Lồng tiếng bởi: Daisuke Hirakawa
Shū Hagiwara, một người đàn ông 32 tuổi đã kết hôn, một nhà nghiên cứu tại phòng thí nghiệm sinh học tại một trường đại học. Anh đã ngoại tình với Hina, học trò cũ của anh, trong hai năm cho đến khi cô chia tay anh. Cuối cùng anh ta ly dị vợ nhưng vẫn được bố mẹ bảo phải kết hôn lần nữa. Sau khi biết Hina chia tay Fujii Natsuo bằng cách rời khỏi trường học và nhà của cô để chấm dứt mọi liên lạc với cậu, anh gặp lại Hina gần các cửa hàng của thị trấn cô đang sống. Sau đó anh nhận ra rằng Hina vẫn hoàn toàn yêu Natsuo và sớm gặp Natsuo ở Tokyo. Ở Tokyo, anh thuyết phục Natsuo rằng Hina đã tiếp tục bước đi, cảm thấy rằng Hina sẽ chỉ hạnh phúc nếu cô và Natsuo quên nhau.
Hagiwara gặp lại Hina và biết rằng dù phải xa Natsuo, cô vẫn yêu cậu. Hagiwara và Hina gặp lại nhau trong quán cà phê của Masaki Kobayashi, nơi anh nhận ra mình đã sai khi nghĩ rằng Hina có thể quên Natsuo hoặc cô sẽ tìm thấy hạnh phúc nếu không có cậu ta.
Masaki Kobayashi ()
Lồng tiếng bởi: Kenjiro Tsuda
Masaki Kobayashi là một nhân viên pha chế hiện tại và chủ sở hữu của quán cà phê Fumiya Kurimoto làm việc tại đó, Rui và Hina thường xuyên ghé thăm. Trong quá khứ, anh là một ngôi sao đang lên của Yakuza và là con trai của người đứng đầu một nhánh Yakuza. Một thời gian sau khi yêu một nam Yakuza khác của một nhánh đối thủ, anh ta bỏ Yakuza lại phía sau để theo đuổi hạnh phúc mặc dù lối sống đồng tính luyến ái của anh ta.
Kobayashi cũng đóng vai trò là cố vấn cho những khách hàng yêu thích như Fujii Natsuo, và luôn sẵn sàng giúp đỡ cậu và những người khác, đặc biệt là khi yêu. Anh ta có một điểm yếu là lối sống đồng tính luyến ái và không cố gắng che giấu ham muốn của mình với những người anh ta thích. Kobayashi cũng ăn mặc trơ tráo để theo dõi bất kỳ sự kiện nào cậu tham dự, mặc dù anh mang vớ khi đi cafe.
Anh có một tình bạn tốt, cả uống rượu và xã hội, với Tachibana Hina, người tâm sự với anh tình yêu của cô dành cho Natsuo và sự cống hiến của cô trong cuộc sống để làm cho Natsuo hạnh phúc bất kể cậu có yêu cô hay không, và hỗ trợ cho Hina khi cô cần nó
Alex J. Matsukawa ()
Lồng tiếng bởi: Tasuku Hatanaka
Alex là một học sinh cao trung, là thành viên của Câu lạc bộ Văn học. Cậu là người gốc Mỹ và cậu ta phải lòng Rui vì Rui làm cậu nhớ đến người yêu cũ là Lilly. Cuối cùng, Alex và Lilly lại là người yêu của nhau.

## Truyền thông

### Manga
Được viết và minh họa bởi Kei Sasuga, manga đang được xuất bản trên Weekly Shōnen Magazine của Kodansha từ 23 tháng 4 năm 2014. Các chương được thu thập và phát hành trong định dạng tankōbon bởi Kodansha từ 17 tháng 7 năm 2014. Kể từ ngày 17 tháng 6 năm 2019, hai mươi ba tập đã được phát hành. Kodansha USA xuất bản bản dịch tiếng Anh của truyện tranh thông qua tải xuống kỹ thuật số.

### Video trên web
Một Web film được phát hành vào tháng 5 năm 2016 vào YouTube, trùng với việc xuất bản tập thứ chín của manga. Đồng nghĩa với việc trở thành một "bộ phim mô phỏng tình yêu kiểu demo", video cho phép người xem tác động tương tác đến câu chuyện bằng cách chọn giữa việc nhấp vào hai chú thích dẫn đến các video riêng biệt. Video có sự tham gia của Anna Konno trong vai Hina và Hanami Natsume trong vai Rui.

### Anime
Một anime truyền hình dài tập chuyển thể được công bố vào 12 tháng 7 năm 2018. Sêri được đạo diễn bởi Shōta Ihata và được viết bởi Tatsuya Takahashi, với hoạt hình của studio Diomedéa. Naomi Ide thiết kế nhân vật. Anime được phát sóng từ ngày 12 tháng 1 đến ngày 30 tháng 3 năm 2019, và được phát sóng trên khối lập trình Animeism trên MBS, TBS, và BS-TBS. Nhạc mở đầu là "Kawaki wo Ameku" (カワキヲアメク) do Minami trình bày, và nhạc kết thúc là "Wagamama" (わがまま) do Alisa Takigawa trình bày. Sêri simulcast ở Úc và New Zealand trên AnimeLab. Sentai Filmworks mua bản quyền phân phối cho sêri ở Bắc Mỹ, Quần đảo Anh, Australasia, Nam Phi và các vùng lãnh thổ khác, và mô phỏng loạt phim trên các nền tảng được chọn. HIDIVE thông báo rằng họ sẽ sản xuất một bản lồng tiếng Anh của bộ anime. MVM Entertainment đã giành được quyền phân phối thông qua Sentai Filmworks cho Vương quốc Anh và Ireland.

## Tiếp nhận
Tập đầu tiên đã được xem xét trong Anime News Network bởi ba người đánh giá. Nik Freeman cảm thấy rằng mối tình tay ba anh chị em của bộ truyện tranh là một sự bất công và các yếu tố tình dục là sự lãng phí tài năng của Sasuga, nhưng khen kịch và hài, cùng với cách xây dựng tính cách nhân vật. Rebecca Silverman gọi thiết lập của manga là Marmalade Boy phiên bản trưởng thành hơn, nhưng nói rằng manga ít giai điệu hơn do Natsuo có căn cứ và nhạy cảm hơn. Amy McNulty lưu ý thêm các lớp thực tế và melodrama của manga, trong đó Rui là nhân vật đáng nhớ nhất trong khi Natsuo vẫn thực tế, kết luận rằng manga có một thiết lập chân thực hơn về những rắc rối của nó.